# باشگاه فوتبال بورنهام
باشگاه فوتبال بورنهام (به انگلیسی: Burnham Football Club) یک باشگاه فوتبال در شهر بورنهام، باکینگهام‌شایر، کشور انگلستان است که در سال ۱۸۷۸ میلادی تأسیس شده‌است.